# Тијана Тркља
Тијана Тркља (Билећа, 1995) српска је пјесникиња из Билеће, Република Српска.

## Биографија
Рођена је 20. фебруара 1995. године у Билећи. Основну школу и гимназију је завршила у Билећи. Уписала је Филолошки факултет Универзитета у Бањалуци. Писањем се бави од основне школе. Радови су јој објављивани у више часописа, зборника и монографија. Добитник је многих признања и награда од стране Министарства просвјете и културе Републике Српске и Министарства просвјете и науке Србије. Поред писања, активно се бави новинарством, сликарством и фотографијом и учесник је више колективних изложби у земљи и иностранству. Активно учествује у културним манифестацијама општине Билећа. Учесник је разних форума и семинара, како домаћег тако и међународног карактера.